# Ferbitz (Potsdam)

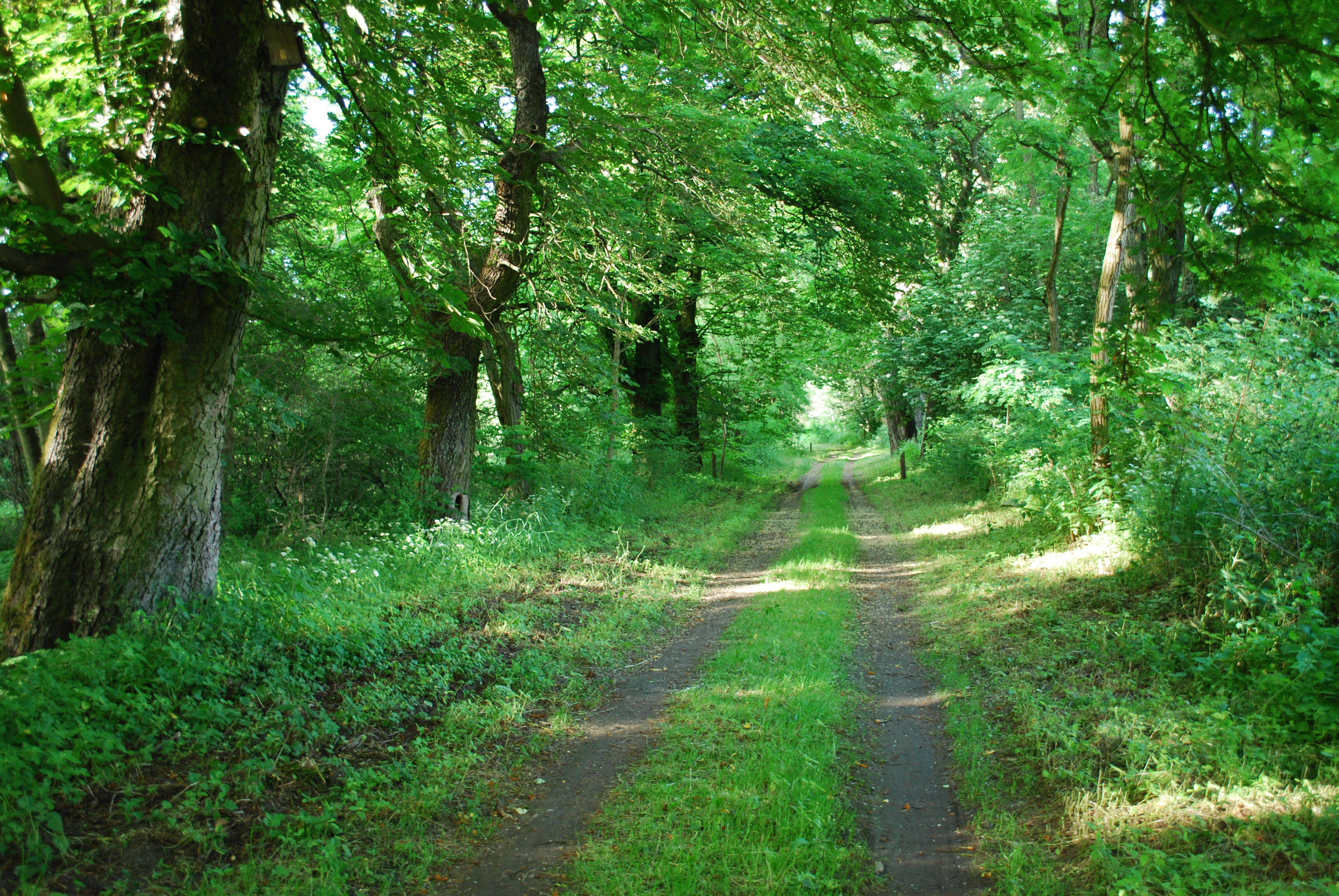
Allee mit Kastanien kurz vor der Wüstung Ferbitz (2012)

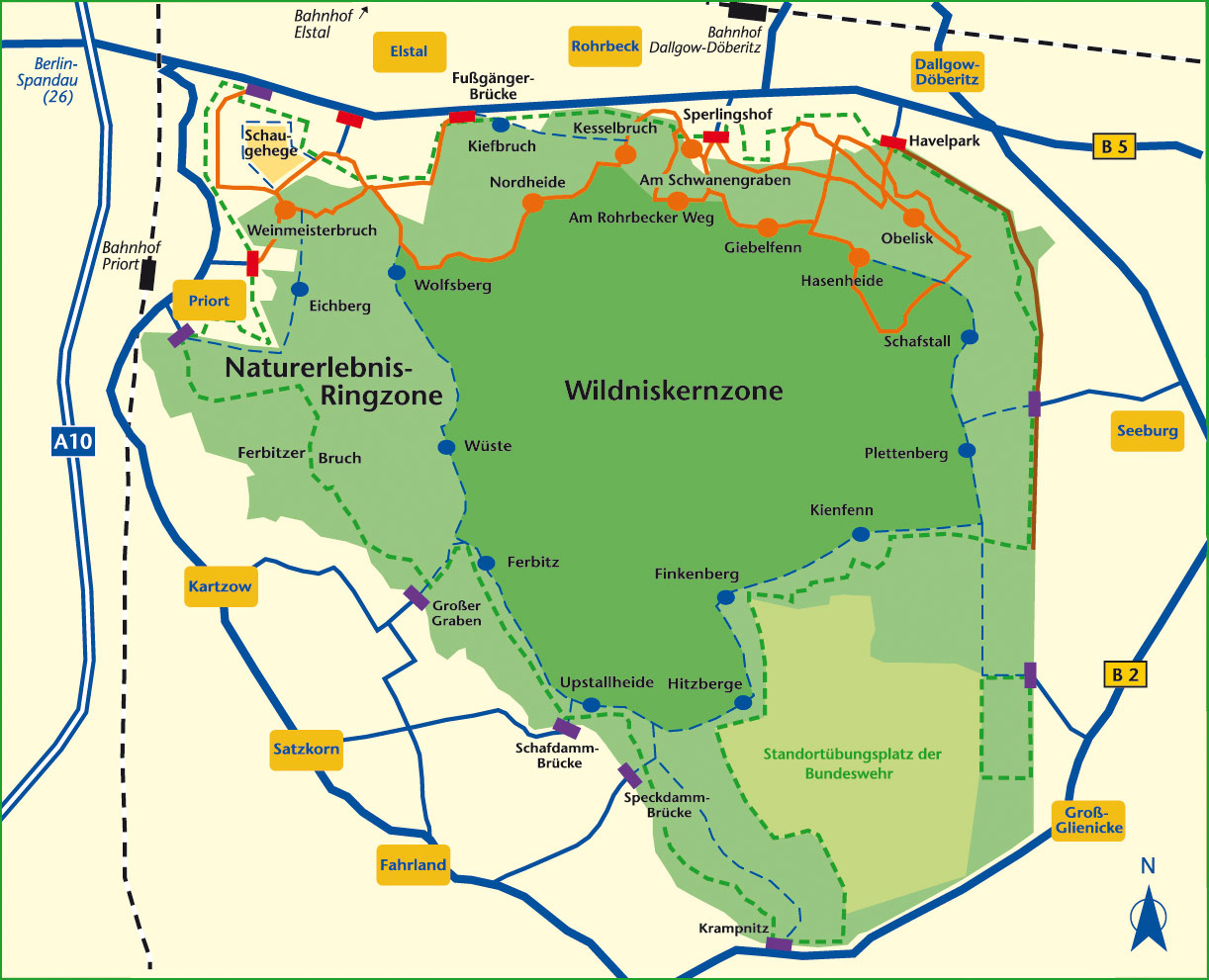
Plan der Döberitzer Heide, Ferbitz ist eingezeichnet

Ferbitz ist eine Wüstung in der Döberitzer Heide im Land Brandenburg. Die ehemalige Ortslage gehört heute zum Ortsteil Fahrland der Stadt Potsdam. Der nordöstliche Teil der ehemaligen Gemarkung gehört jedoch zur Gemarkung der Gemeinde Dallgow-Döberitz (im Wesentlichen das Naturschutzgebiet Ferbitzer Bruch). 1936/37 wurde Ferbitz in die Erweiterung des Truppenübungsplatzes Döberitz einbezogen, die Dorfbewohner enteignet und umgesiedelt. Die leerstehenden Gebäude wurden nach dem Zweiten Weltkrieg abgetragen.

Ausschnitt einer Umgebungskarte von Berlin, 1878

## Geschichte

### Vor 1589
Wie in weiten Teilen des Gebietes, lässt sich auch um Ferbitz frühgeschichtliche Besiedlung nachweisen. Ein Plan von 1855 zeigt in der Nähe von Ferbitz die Dorfstelle. Dabei handelt es sich möglicherweise um eine Vorgängersiedlung von Ferbitz. Bis ins 16. Jahrhundert ist über Ferbitz nichts weiter überliefert.

### 1589–1800
Seit spätestens 1589 war das Gut Ferbitz in Besitz derer von Falkenhagen. Joachim und Dietrich von Falkenhagen lebten 1589 nachweislich in Falkenhagen und Ferbitz. Die Familie behielt den Besitz mindestens bis 1676.
Das Lehn- und Rittergut Döberitz wurde durch Christoph von Katsch, Minister und geheimer Etat- und Kriegsrat des preußischen Königs, am 15. Mai 1706 Heinrich und Levin Ludwig von der Gröben abgekauft. Wenige Jahre später erwarb von Katsch auch das Rittergut Ferbitz. Er war somit ab 1711 rechtmäßiger Besitzer beider Rittergüter. Die Döberitzer Dorfkirche wurde, auch durch die Hilfe eines Zuschusses des Königs, mit aufwendiger Kirchenausstattung aus dunklem Eichenholz, 1712–13 anstelle des Vorgängerbaus erbaut. Die Einrichtung war reich an Anspielungen und Wappen der Familie von Katsch. Infolge der Räumung des Dorfes gelangte die Ausstattung nach Ferbitz. Da auch dieses Dorf geräumt wurde, gelangte die Ausstattung wahrscheinlich direkt nach Haage, wo sie sich bis heute befindet.
Nach dem Tod des Ministers 1748 wechselte das Eigentum innerhalb der Familie über Freiherr Friedrich Karl von Börstel 1750 an dessen Sohn Geheimrat Friedrich Carl sen. von Börstel (Domdechant zu Brandenburg). 1770, ein Jahr vor seinem Tod, ließ dieser seine Rittergüter taxieren. Die Taxierungen sind bis heute überliefert und zeigen ein gutes Bild von Wert und Zustand der Gebäude der Rittergüter Döberitz und Ferbitz. Friedrich Carl sen von Börstel, auch Geheimer Rat, starb am 8. Januar 1771. Mit ihm und 1772 mit seinem gleichnamigen Sohn Friedrich Karl jun. von Börstel, Zögling an der Ritterakademie Brandenburg, erlosch eine Linie des Adelsgeschlecht von Börstel. 1772 ging so der Besitz über an den ehemaligen Obristen Carl Anton von Schätzel. Dieser lebte folgend auf seinem Hauptgut in Döberitz und ist unter der dortigen Kirche begraben. Nach dessen Tod gelangten die Rittergüter an Ernestiene Caroline Gräfin von Eichstedt-Peterswaldt.

### Von 1800 bis 1945
Nach 1805 wechselten die Besitztümer letztmals innerhalb des Adels, diesmal an die Freiherren von der Reck. Nachgewiesen sind der Domherr zu Magdeburg Karl Friederich Leopold von der Reck-Mansfeld auf Döberitz sowie sein Sohn Karl Friedrich August von der Reck, Herr auf mehreren Gütern, auch auf Döberitz und Ferbitz.
1817 wurden die Güter an den Holzkaufmann Christoph Gottfried Rogge für 6000 Thaler verkauft. 1835 annoncierte der Nachfahre August Rogge mit dem Ziel der Verpachtung. Um 1880 wird Ferbitz im erstmals amtlich publizierten General-Adressbuch der Rittergutsbesitzer für Preussen, Provinz Brandenburg, als Verbitz bezeichnet. Das 782 ha große Rittergut des Hauptmann a. D. Rogge ist in Pacht bei Ober-Amtmann Beussel mit Sitz in Döberitz.  Bis zur Enteignung durch den Militärfiskus verblieben Döberitz und Ferbitz im Besitz von dessen Nachkommen.
Der vormals juristisch eigenständige Gutsbezirk Ferbitz wurde 1928 aufgelöst bzw. eingemeindet, das Dorf kam, wie auch der größte Teil der gesamten Gemarkung, zur Gemeinde Kartzow. An den privatrechtlichen Besitzungen änderte dies nichts. Kurz vor der großen Wirtschaftskrise, 1929. beinhaltete das Rittergut noch 818 ha. Eigentümer waren die Rudolf Rogge-Döberitz`schen Erben, Pächter Arthur Glinka in Kartzow, Oberinspektor Peters als Verwalter.
Auf Fotos aus dem Jahr 1936 sind die Dorfkirche, ein Brauhaus, das herrschaftliche Gutshaus und das Meierhaus erkennbar. Für eine Erweiterung des Truppenübungsplatzes wurde der Ferbitzer Dorfflur 1936/37 enteignet und alle Einwohner umgesiedelt. Zu diesem Zeitpunkt lebten etwa 80 Menschen in Ferbitz. Die zunächst größtenteils erhalten gebliebenen Gebäude wurden kurz nach dem Zweiten Weltkrieg zur Baumaterialgewinnung abgetragen.

## Heutiger Zustand
Da die verbliebenen Schutthalden längst überwachsen sind, ist vom Dorf heute fast nichts mehr zu erkennen. Seit der Öffnung des Gebietes befassen sich aber auch Historiker verstärkt mit der Geschichte der Döberitzer Heide. So wurden 2008 Reste von Friedhof und Kirche der Ortschaft gefunden.
Ein historischer Postweg, der Priort via Ferbitz mit Sacrow verbindet, wurde am 8. August 2009 als Wanderweg wiedereröffnet. Dabei wird in Ferbitz die alte Dorfstraße genutzt. Der Postweg lag über 100 Jahre lang weitgehend in militärischem Sperrgebiet.